# جون فيليب بوهم
جون فيليب بوهم (بالإنجليزية: Johann Philipp Böhm؛ بالألمانية: Johann Philipp Böhm) هو مدرس ألماني وأمريكي، ولد في 1683 في Hochstadt, Maintal ‏ في ألمانيا، وتوفي في 29 أبريل 1749.